# Bosrandbrug
De Bosrandbrug is een tweedelige ophaalbrug over de Ringvaart van de Haarlemmermeerpolder en verbindt de Bosrandweg in Aalsmeer met de Brugstraat en de Schipholdijk/Fokkerweg (N232) op Schiphol-Oost in Haarlemmermeer.
De Bosrandweg, een deel van de Provinciale weg N231, ligt aan de zuidwestrand van het Amsterdamse Bos en aan de noordoostrand van het Schinkelbos. De eerste brug kwam in gebruik na de ingebruikname van de Bosrandweg en de aanleg van het zuidwestelijk deel, toen in de gemeente Aalsmeer gelegen, van het bos. De naam van de weg en de brug verwijzen naar de grens van het Amsterdamse Bos. Sinds in 2002 het Aalsmeerse deel van het Amsterdamse Bos bij de gemeente Amstelveen werd gevoegd loopt de weg langs de gemeentegrens met Amstelveen. Schipholnet buslijn 199 van Connexxion rijdt over de brug. 
In het kader van het project Schiphol-Amstelveen in de jaren 2009-2016 werd de brug vernieuwd. Dat gebeurde in een project waarbij de Provinciale Weg 201 in de omgeving van de brug een omleiding kreeg, zodat ze via de Schipholdijk een betere verbinding kreeg met Rijksweg 9. Voetgangers en fietser konden de Haarlemmermeerringvaart oversteken door middel van een veer tijdens de bouw van een nieuw brug (2011-2012). Royal HaskoningDHV kwam met het ontwerp van een aan elkaar gekoppelde dubbele ophaalbrug, die hydraulisch wordt aangedreven. Er werden in Zeeland twee overspanningen en bovenwerken gemaakt. De zuidelijke overspanning leidt het gemotoriseerd verkeer naar het oosten, de noordelijke leidt gemotoriseerd verkeer naar het westen, maar draagt tevens voet- en fietspaden. De brug werd voor voet- en fietsverkeer op 16 november 2012 geopend. Het autoverkeer moest tot voorjaar 2013 wachten, want er werd tegelijkertijd met de brug ook gewerkt aan de fly-over in de Schipholdijk. Deze fly-over moet voorkomen dat doorgaand verkeer moet wachten op stilstaand afslaand verkeer als de brug voor verkeer is gesloten. Brug en fly-over sluiten architectonisch aan op elkaar.
De brug wordt net als voorheen op afstand bediend.
Na de openstelling van de nieuwe Bosrandbrug in 2013 werden er werkzaamheden verricht aan en bij de nabij gelegen Schipholdraaibrug waar sindsdien eenrichtingsverkeer geldt in oostelijke richting, vanaf Schiphol de Ringvaart over.
In 2017, 2018 en 2019 moest regelmatig een reparateur naar de brug toe; ze was storingsgevoelig. In 2017 werd de brug voor het scheepvaartverkeer geopend, terwijl een auto nog op de brug stond.

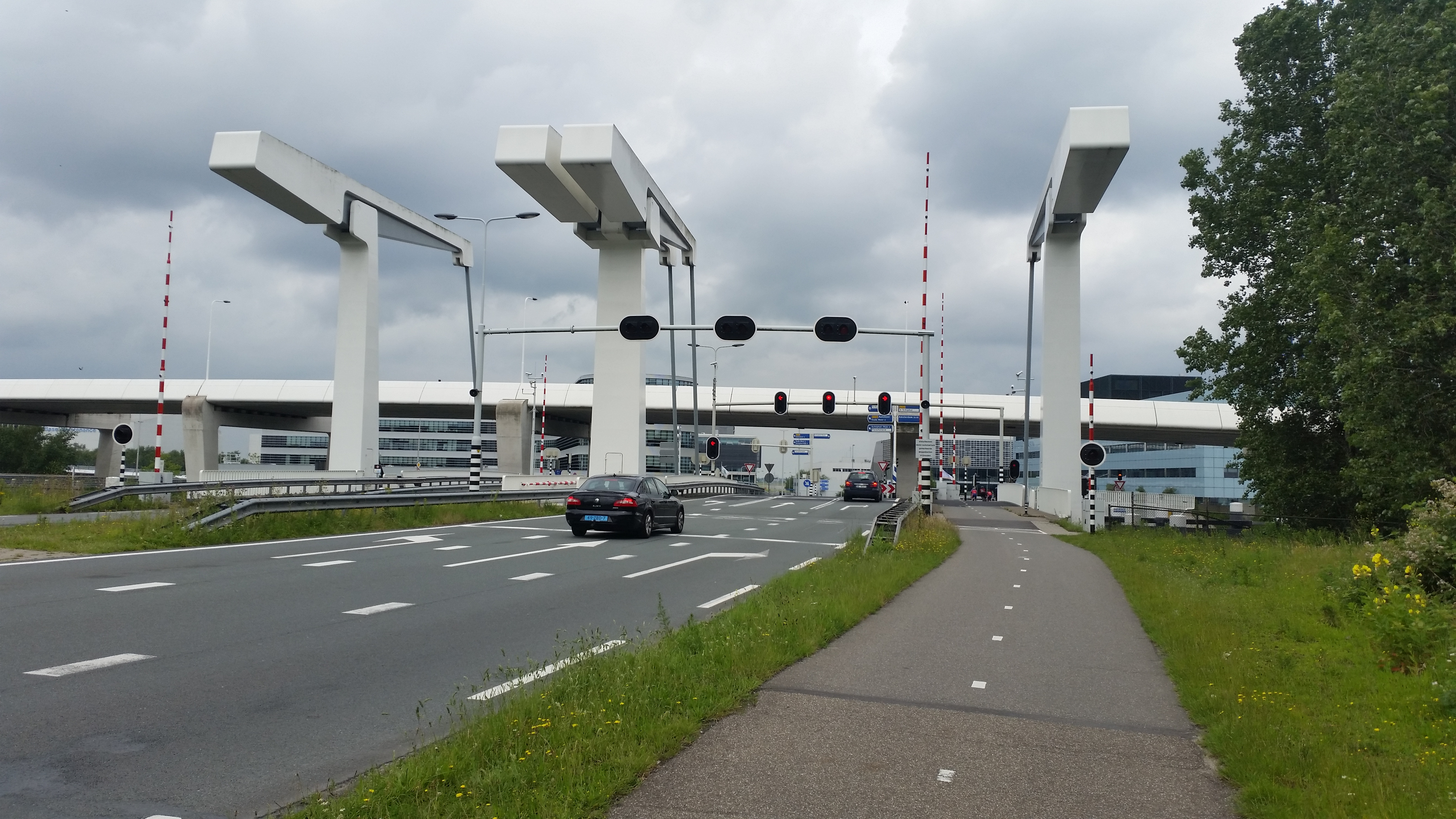
Bosrandbrug (juni 2019)

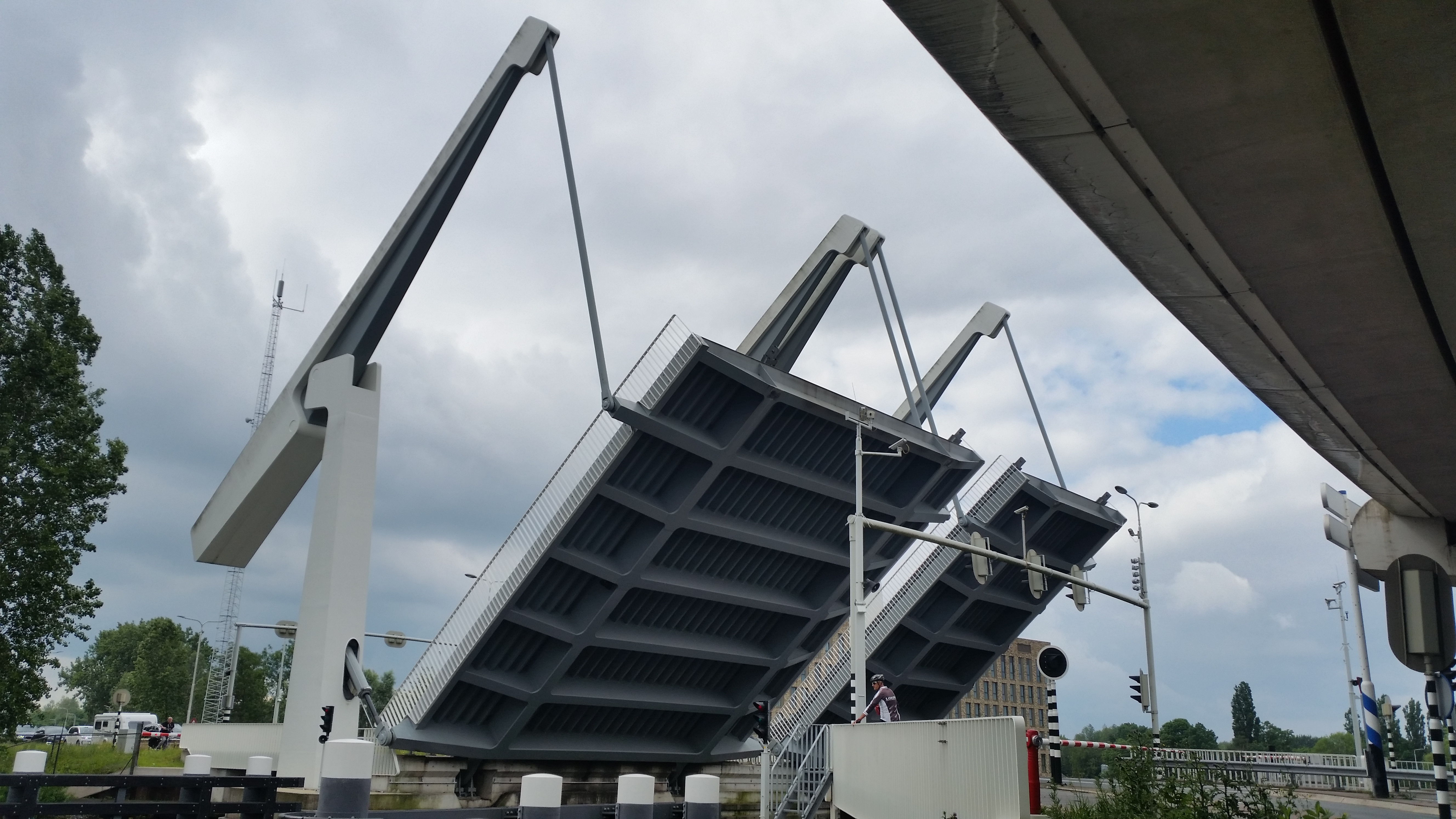
Bosrandbrug geopend voor scheepvaart (juni 2019)